# Anthony Dudley
Anthony Edward Dudley (1967) es un barrister gibraltareño, y uno de los dos jueces de la Corte Suprema de Gibraltar. Está casado y tiene dos hijas.

## Biografía
Dudley fue admitido como barrister en 1989. Después de trabajar varios años en el sector privado, fue nombrado Registrar del Tribunal Supremo de Gibraltar, y, posteriormente, Magistrado Estipendiario y juez de instrucción. Después de haber sido nombrado juez adicional, fue elegido presidente de la Corte Suprema en funciones en septiembre de 2007, tras la suspensión del presidente anterior del Tribunal Supremo (Derek Schofield, envuelto en acusaciones de corrupción).
Fue nombrado presidente de la Corte Suprema el 1 de febrero de 2010, por el Gobernador Sir Adrian Johns. Dudley es el primer gibraltareño en ocupar este puesto como titular.

## Controversias
Dudley fue acusado de  haber presuntamente beneficiado Inna Gudavadze, viuda del filántropo georgiano Badri Patarkatsishvili, en un caso relacionado con el control de la herencia. El multimillonario murió en Londres en febrero de 2008, en circunstancias poco claras, y se presentaron alegaciones que  había sido víctima de un complot de asesinato entre Gudavadze y el magnate Borís Berezovski,  antiguo socio de Patarkatsishvili.
En abril de 2011, bajo la dirección de Dudley, la Corte Suprema de Gibraltar determinó que el sexo consensual (tanto para heterosexuales como para los homosexuales masculinos) se consideraría legal desde la edad de 16 años. Anteriormente, los hombres gais solo se les permitía legalmente tener relaciones sexuales (anales) a partir de los 18 años en adelante. También, la Corte Suprema declaró que la penalización de las relaciones sexuales anales consentidas entre heterosexuales era inconstitucional. Ambas decisiones fueron muy criticadas por algunos sectores de la sociedad civil gibraltareña, sobre todo por la Asociación de Mujeres de Gibraltar y la Alianza Evangélica. Sin embargo, el gobierno dejó en claro que la cuestión aún dependía de un referéndum que se celebrará en una fecha indeterminada.